# Đường Thượng
Đường Thượng là một xã thuộc tỉnh Tuyên Quang, Việt Nam.

## Địa lý
Xã Đường Thượng có vị trí địa lý:
- Phía đông giáp xã Lũng Hồ
- Phía tây giáp xã huyện Vị Xuyên và huyện Quản Bạ
- Phía nam giáp xã Du Già
- Phía bắc giáp xã Ngam La và xã Lũng Hồ.

Xã Đường Thượng có diện tích 49,41 km², dân số năm 2019 là 4.327 người, mật độ dân số đạt 88 người/km².

## Hành chính
Xã Đường Thượng được chia thành 10 thôn: Xín Chải 1, Xín Chải 2, Xín Chải 3, Chủng Pả, Cờ Tẩu, Lùng Cáng, Lùng Pủng, Cờ Cải, Sảng Pả I, Sảng Pả II.

## Lịch sử
Trước đây, Đường Thượng là một xã thuộc huyện Đồng Văn.
Ngày 5 tháng 7 năm 1961, Hội đồng Chính phủ ban hành Quyết định số 91-CP về việc chia xã Đường Thượng huyện Đồng Văn thành hai xã Đường Thượng, Lũng Hồ.
Ngày 15 tháng 12 năm 1962, Hội đồng Chính phủ ban hành Quyết định số 211-CP về việc thành lập huyện Yên Minh trên cơ sở tách xã Đường Thượng thuộc huyện Đồng Văn.